# La Ville des pirates
Pour plus de détails, voir Fiche technique et Distribution.
La Ville des pirates (A Cidade dos Piratas) est un film franco-portugais réalisé par Raoul Ruiz, sorti en 1983.

## Synopsis
Dans le jardin allégorique de la vie, il n'y a rien. Nul sens à dégager, donc. Y émerge un enfant-prophète qui vient de décimer sa famille. Il entend être le fiancé d'Isidore, une femme qui est constamment plongée dans ses visions hallucinées, saturées de sang et de morbide surréalistes. Aussi accepte-t-elle d'être sa fiancée, peut-être parce que l'existence ne peut être qu'un enfant qui vit et qui revit.

## Fiche technique
- Titre original : La Ville des pirates
- Titre portugais : A Cidade dos Piratas
- Réalisation : Raoul Ruiz, assisté d'Alain Nahum
- Scénario : Raoul Ruiz
- Photographie : Acácio de Almeida
- Son : Vasco Pimentel & Joaquim Pinto
- Musique originale : Jorge Arriagada
- Décors : Maria José Branco
- Costumes : Maria José Branco
- Montage : Valeria Sarmiento
- Société de production : Les Films du Passage et Metro Filmes (Lisbonne)
- Production exécutive : Paulo Branco et Anne-Marie La Toison
- Distribution : Gerick Films
- Genre : aventure, drame et fantastique
- Durée : 111 minutes
- Dates de sortie :
  - Italie : 1983 Mostra de Venise
  - France : 22 février 1984

## Distribution
- Anne Alvaro : Isidore
- Melvil Poupaud : Malo
- Hugues Quester : Toby
- André Engel : le pêcheur
- Duarte de Almeida : le père
- Clarisse Dole : la mère
- André Gomès : le pêcheur